# Arte y ensayo (álbum)
Arte y ensayo es el decimotercero álbum de estudio del cantante español Loquillo junto a la banda Trogloditas, que fue lanzado al mercado en abril de 2004. 
El título del disco, según puede leerse en la página web oficial del artista intenta ser un manifiesto de estilo e intenciones (que) pretende alejar a la banda del enquistamiento en el que se mueve desde hace años el rock español.
Fue editado por la discográfica DRO y grabado en los estudios Zanfonía y Clandestinus de la ciudad condal. La producción corrió a cargo de Jaime Stinus, colaborador habitual en los proyectos del músico catalán. Entre los diversos artistas que colaboraron en el álbum destacaba la presencia de músicos como Dani Nel·lo, Liba Villavecchia o Fito Cabrales.
Como primer sencillo se eligió la canción Rock 'n' roll actitud escrita y compuesta por Loquillo, Igor Paskual, Gabriel Sopeña y J. M. Montes.

## Lista de canciones
| N.º | Título | Duración |  |
| 1.  | «Arte y ensayo» (Igor Paskual/José María Sanz)                                                                     | 4:59     |  |
| 2.  | «Rock and Roll actitud» (Gabriel Sopeña/Igor Paskual/José María Sanz/J. M. Montes)                                 | 3:47     |  |
| 3.  | «El hijo de nadie» (Igor Paskual/José María Sanz/S. Koska/C. Zanón)                                                | 3:14     |  |
| 4.  | «Corre rocker corre» (Gabriel Sopeña/José María Sanz)                                                              | 3:57     |  |
| 5.  | «Malas compañías» (Igor Paskual/José María Sanz)                                                                   | 3:26     |  |
| 6.  | «Restos de serie» (Gabriel Sopeña/Igor Paskual/José María Sanz)                                                    | 3:22     |  |
| 7.  | «Personajes de Fitzgerald» (Jaime Stinus/José María Sanz)                                                          | 5:06     |  |
| 8.  | «Tiro de gracia» (Gabriel Sopeña/José María Sanz)                                                                  | 3:10     |  |
| 9.  | «Veteranos» (Carlos Segarra/José María Sanz)                                                                       | 3:10     |  |
| 10. | «Luché contra la ley» (Sonny Curtis (versión del tema I fought the law de Bobby Fuller adaptada por Igor Paskual)) | 2:44     |  |
| 11. | «Johnny et Silvie» (Jaime Stinus/José María Sanz)                                                                  | 5:16     |  |